# Atis Blinds
Atis Blinds (* 26. Oktober 1983) ist ein lettischer Unihockey- und ehemaliger Eishockeyspieler. Sein Bruder Andis ist ebenfalls Unihockeyspieler.

## Karriere
Blinds spielt in Lettland zusammen mit seinem Zwillingsbruder Andis beim Unihockeyverein RTU/Inspecta in Riga. Seit 2010 agiert er zudem als Spielertrainer des Vereins, nachdem er zuvor eine Trainerausbildung absolviert hatte.
Seit 2002 gehört er der lettischen Unihockeynationalmannschaft an und vertrat sein Heimatland bei fünf Weltmeisterschaften sowie zahlreichen weiteren internationalen Wettbewerben.
Ursprünglich war Blinds als Eishockeyspieler aktiv. In der Saison 1999/2000 absolvierte er für LB Prizma Riga zwei Begegnungen in der lettischen Eishockeyliga.

## Statistik
| Vertrat Lettland bei: - U19-Junioren-Weltmeisterschaft 2001 - Weltmeisterschaft 2002 - Weltmeisterschaft 2004 - Weltmeisterschaft 2006 - Weltmeisterschaft 2008 - Weltmeisterschaft 2010 | Vertrat den SK Latvijas Avīze bei: - EuroFloorball Cup 2007 - EuroFloorball Cup 2008 Vertrat RTU/Inspecta bei: - EuroFloorball Cup 2010 - EuroFloorball Cup 2011 |

| Jahr | Team              | Veranstaltung |   | GP | G  | A  | Pts | PIM |
| ---- | ----------------- | ------------- | - | -- | -- | -- | --- | --- |
| 2001 | Lettland          | U19-WM        | 6 | 3  | 3  | 6  | 2   |     |
| 2002 | Lettland          | WM            | 6 | 0  | 0  | 0  | 2   |     |
| 2004 | Lettland          | WM            | 5 | 2  | 0  | 2  | 4   |     |
| 2006 | Lettland          | WM            | 5 | 4  | 3  | 7  | 6   |     |
| 2007 | SK Latvijas Avīze | EuroFloorball | 3 | 3  | 5  | 8  | 4   |     |
| 2008 | Lettland          | Uni-WM        | 6 | 6  | 7  | 13 | 2   |     |
| 2008 | Lettland          | WM            | 5 | 4  | 5  | 9  | 10  |     |
| 2008 | SK Latvijas Avīze | EuroFloorball | 4 | 0  | 0  | 0  | 0   |     |
| 2010 | Lettland          | WM            | 6 | 11 | 5  | 16 | 6   |     |
| 2010 | RTU/Inspecta      | EuroFloorball | 4 | 2  | 5  | 7  | 14  |     |
| 2011 | RTU/Inspecta      | EuroFloorball | 4 | 5  | 10 | 15 | 2   |     |

(Legende zur Spielerstatistik: Sp oder GP = absolvierte Spiele; T oder G = erzielte Tore; V oder A = erzielte Assists; Pkt oder Pts = erzielte Scorerpunkte; SM oder PIM = erhaltene Strafminuten; +/− = Plus/Minus-Bilanz; PP = erzielte Überzahltore; SH = erzielte Unterzahltore; GW = erzielte Siegtore; 1 Play-downs/Relegation; Kursiv: Statistik nicht vollständig)